# NGC 5504
NGC 5504 је спирална галаксија у сазвежђу Волар која се налази на NGC листи објеката дубоког неба.
Деклинација објекта је + 15° 50' 29" а ректасцензија 14h 12m 15,7s. Привидна величина (магнитуда) објекта NGC 5504 износи 13,0 а фотографска магнитуда 13,8. NGC 5504 је још познат и под ознакама NGC 5504A, UGC 9085, MCG 3-36-81, CGCG 103-114, KUG 1409+160, PGC 50718.